# Zielona chemia
Zielona chemia (ang. green chemistry, sustainable chemistry) – koncepcja zakładająca projektowanie i przeprowadzanie procesów chemicznych w taki sposób, aby ograniczyć użycie i powstawanie szkodliwych substancji. Termin wprowadził Paul Anastas w 1991 roku. Koncepcja opiera się na dwunastu zasadach:
1. zapobieganie powstawaniu odpadów zamiast ich późniejszego unieszkodliwiania;
2. „ekonomia atomowa” (projektowanie syntez tak, by zmaksymalizować udział substratów w produkcie końcowym);
3. minimalizacja użycia i produkcji substancji niebezpiecznych podczas syntez;
4. projektowanie produktów chemicznych zachowujących swoje funkcje, ale o mniejszej szkodliwości;
5. ograniczenie użycia rozpuszczalników i innych substancji pomocniczych oraz zminimalizowanie ich szkodliwości;
6. wydajne wykorzystanie energii w procesach chemicznych i w ramach możliwości, przeprowadzanie ich w warunkach (temperatury i ciśnienia) otoczenia;
7. wykorzystanie surowców pochodzących ze źródeł odnawialnych;
8. ograniczenie tworzenia dodatkowych odpadów powstających przy stosowaniu m.in. grup ochronnych;
9. preferowanie reakcji katalitycznych (wykorzystanie jak najbardziej selektywnych katalizatorów);
10. projektowanie produktów w taki sposób, by po okresie ich używania rozkładały się na substancje nieszkodliwe;
11. kontrolowanie w czasie rzeczywistym procesów, w których mogą powstawać szkodliwe substancje;
12. stosowanie substancji (w odpowiedniej postaci), które ograniczają ryzyko wystąpienia wypadków.

## Zielona Chemia w przemyśle

### Wpływ zielonej Chemii na rozwój przemysłu
Zielona chemia odgrywa istotną rolę w działaniach na rzecz zmniejszenia zagrożeń chemicznych. Powstaje coraz więcej ekologicznych chemikaliów, które dzięki wykorzystaniu zrównoważonych procesów produkcyjnych, bądź zastosowaniu surowców pochodzenia naturalnego, pozbawione są negatywnego wpływu na środowisko, a wręcz mogą przynieść korzyści w długofalowej perspektywie zastosowań. Wykorzystanie surowców odnawialnych, zastosowanie bezpiecznych rozpuszczalników, opracowanie nowoczesnych technologii z użyciem selektywnych katalizatorów czy też znaczące zmniejszenie bądź całkowita eliminacja odpadów, to tylko niektóre przykłady zmian wprowadzanych przez branżę chemiczną.
Dzięki wykorzystaniu chemii tworzone są technologie pozwalające na czerpanie energii z odnawialnych źródeł, budowane są ekologiczne domy czy biurowce, a także powstają biodegradowalne opakowania i wiele innych ekologicznych innowacji. Dlatego też zielona chemia jest kluczowym filarem rozwoju światowego przemysłu.

### Ekologia w polskim przemyśle chemicznym
Przemysł chemiczny w Polsce plasuje się w czołówce pod względem wartości produkcji sprzedanej, a także pod względem liczby zatrudnionych. Podobnie przedstawia się to także w innych krajach. Dlatego też, uwzględniając tempo wzrostu, polski segment chemiczny wpisuje się do światowej czołówki, istotnie wpływając przy tym na rozwój gospodarczy kraju. Polski przemysł chemiczny silnie kształtuje swoje perspektywy w oparciu o globalne trendy. Jednym z kluczowych celów jest rozwój oferty zielonej chemii i dostosowanie do aspektów zrównoważonego rozwoju. Dlatego też od lat wprowadzane są istotne zmiany mające na celu sukcesywne ograniczanie oddziaływania na środowisko. Według wyników badań, prowadzonych przez Polską Izbę Przemysłu Chemicznego w 2019 roku, znaczna liczba nakładów finansowych jest przeznaczona przede wszystkim na ograniczenie wielkości emisji zanieczyszczeń. W tym celu prowadzone są ciągłe prace modernizacyjne i ulepszenia instalacji. Zmiany te kreowane są przez wzgląd na nowe dyrektywy i wymogi prawne, ale także pod wpływem rosnącej świadomości środowiskowej.
Kolejnym ważnym punktem wdrażania zielonych zmian w polskim przemyśle chemicznych jest ochrona wód, a także efektywne gospodarowanie odpadami. Ograniczenie zużycia wody, a także znacząca redukcja ilości powstających odpadów, szczególnie tych niebezpiecznych, wpisuje się w zasady zielonej chemii. Są to dwa istotne obszary, w których zmienia się branża chemiczna, wpływając tym samym na ograniczenie oddziaływania na środowisko. By wspierać wprowadzanie środowiskowych zmian w polskim firmach chemicznym, prowadzonych jest wiele proekologicznych inicjatyw. Wśród nich wyróżnić można program „Odpowiedzialność i Troska” (Responsible Care), którego celem jest ciągłe dążenie do poprawy w zakresie ochrony środowiska, zdrowia oraz bezpieczeństwa, ale także otwarta komunikacja w zakresie działań, a także osiągnięć branży chemicznej. Dołączając do programu przedsiębiorstwa mają realizować przyjęte założenia, które pozwalają osiągnąć poprawę warunków pracy, minimalizację w zakresie oddziaływania na otoczenie oraz wzrost bezpieczeństwa w funkcjonowaniu instalacji produkcyjnych.